# トマス・サウスウッド・スミス

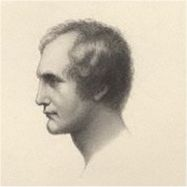
トマス・サウスウッド・スミス

トマス・サウスウッド・スミス （Thomas Southwood Smith、1788年12月21日-1861年12月10日）は、イギリスの医師、公衆衛生の改革者。サマセットシャー州マルトック生まれ。
エディンバラの医学生時代に、ユニテリアン教会に入会。1816年にM.D.を取得し、ヨービルにて開業。教会の聖職者にもなったが、1820年医学に身を捧げるためにロンドンへと出奔。

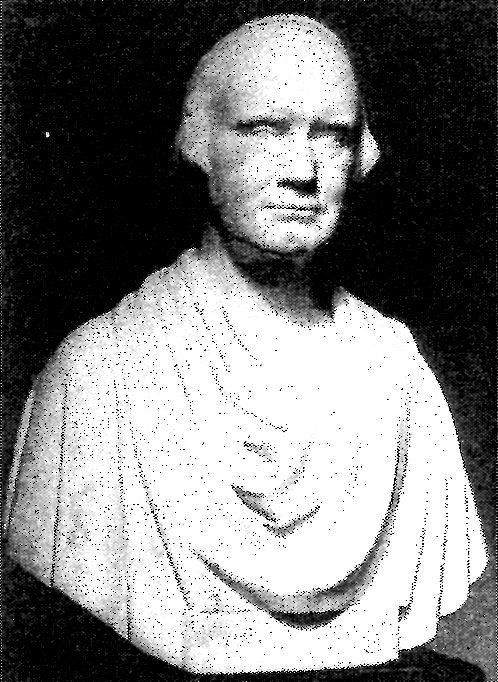
トマス・サウスウッド・スミスの胸像

1824年、彼はロンドン熱病患者収容病院（en:London Fever Hospital）に医師として指名され、1830年には、熱病論を出版した。これはすぐに、その道の権威に認められることとなった。この本でスミスは、貧困層の貧困化と伝染性の熱病に、直接の関連があることを示した。彼は、伝染性の熱病と公共の衛生について
しばしば意見を求められた。隔離（1845年）、コレラ（1850年）、黄熱病（1852年）、そして公衆衛生の改善（1854年）についての報告は、世界的に重要である。彼はフィレンツェで最期を遂げ、フィレンツェのイギリス人墓地（en:English Cemetery, Florence）に埋葬されている。彼の墓石はジョエル・タナー・ハートにより刻まれた。
彼の孫には、ミランダとオクタヴィア・ヒルがいる。
スミスはユニテリアンに傾倒しており、ジェレミ・ベンサムと親交が深かった。彼は、信仰を医学研究の分野に適応した。1827年、彼は、医師により解剖されない現在の埋葬方式は、死体の無駄遣いであると論じた死体の利用を出版した。
1832年6月9日、スミスは国民に論議を巻き起こすベンサムの解剖を、ロンドンのウェブストリート解剖学校にて、実施した。解剖に先立ち、スミスは宣言した。
「もしも、死体の利用が人々の幸せにつながるのなら、私の死体の利用に感じる、この揺ぎ無く力強いためらいを乗り越えることが、私の責務である」
スミスの議案通過運動は、国が受取人のいない遺体を強奪して、医学校に売りつけることを許可する、1832年の解剖法令にて開花した。この法令は墓泥棒に終止符を打ち、一方、貧困層への差別であるとして、非難もされた。

## 関連書籍
- Cook GC. Thomas Southwood Smith FRCP (1788–1861): leading exponent of diseases of poverty, and pioneer of sanitary reform in the mid-nineteenth century. J. Med. Biog. (2002) 10(4): 194–205